# سقاوه نور
سقاوه نور مربوط به سدهٔ ۵ و ۶ ه.ق است و در بخش مرکزی شهرستان تربت جام، روستای بزد واقع شده و این اثر در تاریخ ۵ تیر ۱۳۸۴ با شمارهٔ ثبت ۱۱۹۹۷ به‌عنوان یکی از آثار ملی ایران به ثبت رسیده است.